# Anthenea
Anthenea is een geslacht van zeesterren uit de familie Oreasteridae.

## Soorten
- Anthenea acanthodes H.L. Clark, 1938
- Anthenea aspera Döderlein, 1915
- Anthenea australiae Döderlein, 1915
- Anthenea conjugens Döderlein, 1935
- Anthenea crassa H.L. Clark, 1938
- Anthenea crudelis Döderlein, 1915
- Anthenea diazi Domantay, 1969
- Anthenea difficilis Liao in Liao & Clark, 1995
- Anthenea edmondi A.M. Clark, 1970
- Anthenea elegans H.L. Clark, 1938
- Anthenea flavescens (Gray, 1840)
- Anthenea godeffroyi Döderlein, 1915
- Anthenea grayi Perrier, 1875
- Anthenea mertoni Koehler, 1910
- Anthenea mexicana A.H. Clark, 1916
- Anthenea obesa H.L. Clark, 1938
- Anthenea pentagonula (Lamarck, 1816)
- Anthenea polygnatha H.L. Clark, 1938
- Anthenea regalis Koehler, 1910
- Anthenea rudis Koehler, 1910
- Anthenea sibogae Döderlein, 1915
- Anthenea tuberculosa Gray, 1847
- Anthenea viguieri Döderlein, 1915